# 片岡松燕
片岡 松燕（かたおか しょうえん、1895年2月15日 - 1943年6月10日）は、日本の俳優、元歌舞伎役者、元女形である。本名は加藤 一（かとう はじめ）だが、加藤 始（読み同じ）の説もある。初代中村福圓、四代目片岡我童門下の歌舞伎役者から映画界に転向、実弟・尾上華丈、尾上松葉らと共に日活京都撮影所、独立後の片岡松燕プロダクションで活躍した名女形、および二枚目スターとして知られる。

## 来歴・人物
1895年（明治28年）2月15日、兵庫県神戸市に生まれる、とされている。『現代俳優名鑑』（揚幕社）など一部の資料によれば、生年月日は上記の通りだが、出生地は大阪府大阪市南区高津町九番丁（現在の同市同区道頓堀1丁目、高津2・3丁目、日本橋1・2丁目の各一部）である旨が記されている。実父は歌舞伎など舞台の床山を職としていた。また、実弟は映画俳優尾上華丈（本名嶋田喜一郎、1898年 - 1969年）、尾上松葉（本名加藤淸、1909年 - 没年不詳）で、甥も同じく映画俳優片岡栄二郎（本名嶋田助一郎、1918年 - 1983年）、島田秀雄（生年不詳 - ）であった。
1900年（明治33年）、満5歳の時に歌舞伎役者初代中村福圓の門下となり、兵庫県神戸市にあった大黒座（後の八千代劇場、1882年 - 1960年、現存せず）での公演『佐倉宗吾』で實川正朝、七代目市川團蔵と共演、初舞台を踏む。尋常小学校に通学する傍ら、初世福圓と共に各地を巡業していたが、1915年（大正4年）に歌舞伎の名女形としてならした四代目片岡我童（後の十二代目片岡仁左衛門）の門下に転じ、1917年（大正6年）11月、大阪府大阪市中央区にあった中座（1661年 - 1999年、現存せず）で行われた片岡仁左衛門記念興行にあたり、片岡松燕を襲名して同一座の幹部となり、以後も四世我童改め十二世仁左衛門と共に各座に出演した。
1920年（大正9年）、十二世仁左衛門のもとを離れ、映画俳優尾上松之助の招聘により、日活京都撮影所に入社する。同年9月19日に公開されたサイレント映画『尾張三郎丸 前篇』で映画デビューを果たす。以後、片岡長正、市川家久蔵、中村歌枝らと共に同所の女形俳優として活動するが、中でも翌1921年（大正10年）2月1日に公開された牧野省三監督映画『豪傑児雷也』では美青年・高砂勇美之助を演じたほか、同年3月10日に公開された牧野省三監督映画『実録忠臣蔵』では大石主税を演じるなど、他の女形専門の俳優とは異なり、男性役として出演することもしばしばあった。その後、1923年（大正12年）9月1日に関東大震災が発生し、やがて松之助映画にも本格的に女優が採用されるようになると、松燕は正式に男優に転向、1925年（大正14年）5月31日に公開された池田富保監督映画『落花の舞 前篇』や、同年8月31日に公開された高橋寿康監督映画『鞍馬天狗 前篇』などに出演し、気品のある美しい二枚目俳優として活躍した。
1926年（大正15年）6月、会社側の了解を得て、日活を円満退社する。同年10月8日、かつて東京府豊多摩郡大久保百人町（現在の東京都新宿区百人町）に映画撮影所を設けていたM・パテー商会、後に日活に統合されてから1915年（大正4年）にM・カシー商会を立ち上げた実業家梅屋庄吉の支援を得て、片岡松燕プロダクションを設立する。大正時代最末期である同年12月10日、独立第一回作品となる高浜順監督映画『大望』を発表。以後、翌1927年（昭和2年）までに全10本のサイレント映画を製作、松燕自身も女形兼男優として主演を務めたのち、同プロは間もなく解散した。
『現代俳優名鑑』など一部の資料によれば、大阪府大阪市南区高津町九番丁7番地（現在の同市同区道頓堀1丁目、高津2・3丁目、日本橋1・2丁目の各一部）から、東京府東京市下谷区中根岸町32番地（現在の東京都台東区根岸3・4丁目）に住み、身長は5尺4寸（約163.6センチメートル）、体重は13貫（約48.8キログラム）、趣味は墨絵、三味線であり、嗜好物は鰻、中華料理、鮭、煙草である旨が記されている。
解散後は実演に転向し、東京府東京市浅草区（現在の東京都台東区）にあった宮戸座（1887年 - 1937年、現存せず）など、関東・関西各座に出演していた。が、この間も1937年（昭和12年）12月21日に公開された稲垣浩監督映画『飛竜の剣』をはじめ、同年12月31日に公開されたマキノ正博監督映画『血煙高田の馬場』、翌1938年（昭和13年）3月1日に公開された辻吉郎監督映画『加賀百万石』と、かつて所属していた日活京都撮影所製作のトーキーに特別出演した記録が残っている。
1943年（昭和18年）6月10日、病気のため、京都府京都市右京区太秦の自宅で死去した。満48歳没。

## おもなフィルモグラフィ
- 『豪傑児雷也』：監督牧野省三、製作日活京都撮影所、配給日活、1921年2月1日公開 - 高砂勇美之助
- 『実録忠臣蔵』：監督牧野省三、製作日活京都撮影所、配給日活、1921年3月10日公開 - 大石主税
- 『仮名手本忠臣蔵』：監督牧野省三、製作日活京都撮影所、配給日活、1921年6月9日公開 - 顔世御前
- 『渋川伴五郎』：監督築山光吉、製作日活京都撮影所、配給日活、1922年5月1日公開
- 『実録忠臣蔵 天の巻 地の巻 人の巻』：監督池田富保、製作日活京都撮影所、配給日活、1926年4月1日公開 - 神崎与五郎則休
- 『大望』：監督高浜順、製作・配給片岡松燕プロダクション、1926年12月10日公開 - 矢部求女
- 『恋の四千両』：監督横田豊秋、製作・配給片岡松燕プロダクション・森野五郎プロダクション、1927年7月1日公開
- 『飛竜の剣』：監督稲垣浩、製作日活京都撮影所、配給日活、1937年12月21日公開 - 将軍綱吉
- 『血煙高田の馬場』：監督マキノ正博・稲垣浩、製作日活京都撮影所、配給日活、1937年12月31日公開 - 松平右京太夫